# 赌徒破产理论
赌徒破产理论被用在一系列相关的统计事件中。
- 最初的意思是，一个赌徒如果每次赢了后都把他的赌注增加到他全部赌本的一个固定份额，但是在输了以后又不减少，那么即使他在每次下赌注都有一个正的期望值，他最终也将破产。
- 另一个通常的意思是，一个拥有有限赌本的赌徒玩一场公平的游戏（即每次游戏双方的期望值都是零），在一个拥有无限赌本的对手面前，最终将破产。
- 上述结果是由Christiaan Huygens提出的理论的推论，也被称为是“赌徒破产理论”。这个理论给出了在给定初始赌本和赢得一场赌局的機率常数的条件下，计算每个玩家连续赢得多场赌局并继续，直到某个人的全部初始赌本都输光的機率的方法。这是赌徒破产这一名词中蕴涵的最古老的数学思想，但还不是第一个思想。

这个词语在今天最通常的用法是解释一个丝毫不让人惊奇的思想：一个赌徒玩一个负期望值的游戏最终会破产，不管赌博是如何进行的。这是Huygens'结论的另一个推论。